# Војин Чолак-Антић
Војин Чолак-Антић (Београд, 4. август 1877 — Београд, 29. јул 1945) био је официр српске војске, дивизијски генерал југословенске војске и први ађутант краља Петра II Карађорђевића кога је услед малолетности заступао кнез-намесник Павле Карађорђевић. Као млади потпоручник учествовао у Мајском преврату. Брат маршала двора Бошка Чолак-Антића.

## Биографија
Рођен је 4. августа 1877. године у Београду, од оца Илије, пуковника и мајке Јелене. Имао је старијег брата Бошка и млађу сестру Јованку. У војску је ступио 1895, као питомац 28. класе ниже школе Војне Академије. Даље школовање је наставио као питомац 12. класе више школе Војне академије.

## Активна служба
По завршетку усавршавања распоредом одређен је 28. марта 1901. године за водника у Краљевој гарди као коњички потпоручник. Премештен 7. новембра 1904. године за водника командира 1. ескадрона у 4. коњичком пуку у чину поручника. Као капетан друге класе био је на генералштабној припреми од 1906. до 1909. године. Дана 2. децембра 1908. године именован као капетан прве класе у Операцијском одељењу Главног генералштаба заједно са пешадијским капетаном прве класе Владимиром Белићем и пешадијским капетаном друге класе Љубомиром Марићем. На том положају задржао се до 1909. године када је именован за ађутанта Команданта дивизије. Ађутант је био годину дана до 1910. године. Као војно-државни питомац упућен на студијско усавршавање у 23. драгонски пук из Венсена у Француској од 1910. до 1911. године. По повратку из Француске именован у генералштабни одсек опште-војног одељења Министарства војног као коњички мајор. Премештен је 15. октобра исте године упућен на службу у 4. коњички пук. Дана 4. априла 1912. године постављен је за ађутанта команданта дунавске дивизијске области и на овој функцији је дочекао Балканске ратове.
Први балкански рат затиче га на месту вршиоца дужности команданта 2. коњичког пука. У Другом балканском рату потврђен 24. августа 1913. године за команданта истог пука. Први светски рат га је оставио на истом положају на коме се задржао до 1916. године. Почетком те године премештен у Оперативно одељење Врховне команде. Априла исте године премештен у штаб 1. добровољачке дивизије у Руској царевини у којој је остао до Октобарске револуције 1917. године када је наређено повлачење. Након повратка на Солунски фронт из Русије именован за команданта 2. коњичке бригаде у офанзиви 1918. године током пробоја фронта.
Након завршетка рата био је командат 2. коњичке бригаде и командант Барањске посаде са седиштем у Печују, децембра 1918. године. После слома мађарске совјетске републике, дозволио је прелазак рудара-комуниста на територију Барање и под условом да повећају производњу у печујским рудницима, августа 1919. године. Смењен је са положаја команданта Барањске посаде, али убрзо и враћен на свој положај, 30. децембра 1919, после тзв. "Барањске афере" са злоупотребама управног апарата. Од 19. августа 1920. године постављен на дужност помоћника команданта а од 24. октобра 1921. и командант 2. коњичке дивизије. Упућен је у Париз, јула 1921, као члан комисије Делегације Краљевине СХС за разграничење са Мађарском. Дана 26. марта 1923. године именован за комесара Краљевске владе за разграничење са Мађарском. Од 18. јула исте године постављен за војног изасланика (аташеа) у Букурешту. На том положају унапређен у чин коњичког бригадног генерала 21. октобра 1923. године. По повратку из Краљевине Мађарске 25. јануара 1927. године именован за вршиоца дужности команданта 2. коњичке дивизије а 28. јуна исте године поново именован командантом јединице и унапређен у дивизијског генерала. Инспектор коњице постао је 11. априла 1929. године и на том положају се задржао 6 година. На предлог кнеза Павла изабран је за првог ађутанта краља 13. јануара 1935. године. Одласком маршала двора Славка Грујића на место изванредног опуномоћеног посланика у Велику Британију средином исте године, предложио је свог брата Бошка за новог маршала двора што је прихваћено. Враћен на формацијско место инспектора коњице 6. септембра 1936. године. Пензионисан по молби 26. септембра исте године. Током пензионерских дана био је члан управног одбора Јасеница а. д. из Смедеревске Паланке.
Током Другог светског рата није активиран из пензије и није учествовао у Априлском рату. Окупацију је провео повучено у свом стану у улици Розалије Мортон 23. Преминуо је месец дана пре проглашења нове државе Демократске Федеративне Југославије, 29. јула 1945. године. Сахрањен је на Новом гробљу у Београду.

## Породичне прилике
Био је ожењен од 1904. године Маром, кћерком генерала и председника владе Саве Грујића. Имао је три сина који су сви били официри, коњички мајори Илија (1905—1974), Грујица (1906—1967) и коњички потпуковник Петар (1907—1964). Прадеда Војина Чолак-Антића био је Чолак-Анта Симеоновић устаник Карађорђеве Србије, деда Константин "Коста" Чолак-Антић пуковник, отац Илија Чолак-Антић такође пуковник а брат Бошко Чолак-Антић дипломата и маршал двора краља Петра I Карађорђевића од 1903. до 1913. године и краља Петра II Карађорђевића од 1935. до 1941. године.

## Унапређење у чинове
| Питомац Каплар | Питомац Поднаредник | Питомац Наредник | Потпоручник     | Поручник        | Капетан Друге класе |
| -------------- | ------------------- | ---------------- | --------------- | --------------- | ------------------- |
|                |                     |                  |                 |                 |                     |
| 1896.          | 1897.               | 1898.            | 2. август 1898. | 2. август 1901. | 6. марта 1905.      |

| Капетан Прве класе | Мајор | Потпуковник | Пуковник         | Бригадни генерал  | Дивизијски генерал |
| ------------------ | ----- | ----------- | ---------------- | ----------------- | ------------------ |
|                    |       |             |                  |                   |                    |
| 1906.              | 1909. | 1913.       | 1. октобар 1915. | 21. октобар 1923. | 28. јун 1927.      |

## Одликовања

### Домаћа одликовања
- Орден Карађорђеве звезде са мачевима 3. реда
- Орден белог орла са мачевима 3. реда
- Орден Карађорђеве звезде 4. реда
- Орден белог орла 4. реда
- Орден Југословенске круне 3. реда
- Орден Светог Саве 2. реда
- Златна медаља за храброст
- Медаља краља Петра I
- Медаља за војничке врлине
- Споменица за ослобођено Косово 1912.
- Спомен-крст 1913.
- Споменица на Први светски рат 1914—1918.
- Албанска споменица

### Инострана одликовања
- Орден Феникса 1. реда, Грчка
- Орден Полонија Реститута 3. реда, Пољска
- Орден Румунске круне 4. реда, Румунија
- Орден Румунске Звезде 1. реда, Румунија
- Орден Легије части 3. реда, Француска
- Ратни крст 1914—1918, Француска